# Мур, Арч Альфред
Арч Альфред Мур (англ. Arch Alfred Moore; 16 апреля 1923 — 7 января 2015) — американский адвокат и политик-республиканец, конгрессмен (1957—1969), губернатор Западной Виргинии с 1969 по 1977 год и с 1985 по 1989 год.

## Биография
Арч Альфред Мур — младший родился 16 апреля 1923 года в Маундсвилле, Западная Виргиния. Члены его семьи были тесно связаны с Республиканской партией: дед Арча был мэром города, а дядя являлся лидером меньшинства в Палате делегатов — законодательном собрании штата.
В 1943 году Мур был призван в армию. Во время прорыва линии Зигфрида получил серьёзное ранение в челюсть, был награждён Пурпурным сердцем и Бронзовой звездой и окончил службу в звании сержанта. В 1948 году стал выпускником Университета Западной Виргинии, в 1951 окончил юридическую школу. В 1952 был избран в Палату делегатов. В 1956 году, обойдя своего соперника на 0,4 % голосов, получил место в Палате представителей, где провёл 6 избирательных сроков. В 1968 году покинул Конгресс и стал готовиться к губернаторским выборам в родном штате, традиционно считавшемся «демократическим». За два дня до голосования вертолёт Мура упал с 10-метровой высоты на парковку в городе Хамлин, политик отделался переломами рёбер. На выборах Мур получил на 8 тысяч голосов больше своего соперника и праздновал победу в инвалидном кресле. На результат выборов повлиял всплеск популярности, связанный с вертолётной аварией, а также обвинение в коррупции бывшего губернатора-демократа Уолли Баррона.
В первый избирательный срок Мура в конституцию штата были внесены поправки, дающие губернатору больше полномочий при формировании бюджета и разрешающие его переизбрание на второй срок подряд. Это ему и удалось сделать на следующих выборах в 1972 году, где с ним соперничал кандидат от демократов Джей Рокфеллер, чьи расходы на избирательную кампанию более чем в два раза превосходили бюджет Мура. На итог выборов повлияло негативное отношение Рокфеллера к открытым горным работам, так как крупную часть экономики штата исторически составляла угольная промышленность. В предвыборной агитации Мура позиция соперника объяснялась преследованием интересов его семьи, связанной с нефтяной индустрией, а также в негативном ключе подчёркивалось происхождение Рокфеллера, выходца из Нью-Йорка.
Мур — единственный человек в истории штата, занимавший губернаторский пост на протяжении трёх избирательных сроков.
В 1990 году Муру были предъявлены объявления в коррупции. Бывший губернатор признал себя виновным в получении незаконного финансирования избирательной кампании, вымогательстве 600 тыс. долларов у угледобывающей компании, воспрепятствовании осуществлению правосудия, мошенничестве с использованием почты и подаче ложных налоговых деклараций. Впоследствии Мур отказался от своего признания, тем не менее он был лишён адвокатской лицензии и приговорён к 3 годам лишения свободы. Позднее Мур пытался вернуть себе лицензию, настаивая на своей невиновности, в чём ему было отказано решением Верховного суда в 2003 году.
Его дочь, Шелли Мур Капитон, является сенатором от Западной Виргинии.